# سرخیو واسکس
سرخیو فابیان واسکس (اسپانیایی: Sergio Fabián Vázquez‎؛ زادهٔ ۲۳ نوامبر ۱۹۶۵) یک بازیکن فوتبال و سرمربی اهل آرژانتین است.

## باشگاهی
از باشگاه‌هایی که در آن بازی کرده‌است می‌توان به آویسپا فوکوئوکا، باشگاه فوتبال راسینگ کلاب، بانفیلد، روساریو سنترال اشاره کرد.

## تیم ملی
وی همچنین در تیم ملی فوتبال آرژانتین بازی کرده است.